# VBScript
VBScript (egentligen Visual Basic Scripting Edition) är ett skriptspråk utvecklat av Microsoft ur Basic-familjen, mer exakt Visual Basic, för användning i några olika sammanhang:
1. I skript som körs lokalt med Cscript.exe (DOS-program) eller Wscript.exe (Windows) som interpretator.
2. På en webbserver som ett ASP-språk.
3. Inbäddat på en webbsida, dvs skriptkod som körs på klientsidan.

VBScript är alltså hårt bundet till Windowsmiljön. Med produkter som till exempel Sun Microsystems ONE Active Server Pages är det dock möjligt att köra ASP-sidor innehållande VBScript på exempelvis Solaris- och Linux-system.
Språket har, till skillnad mot Visual Basic, ingen stark typning - variabler deklareras med namn men inte typ
```
' exempel på en variabeldeklaration
dim enVariabel
```

Många virus för Windows är skrivna i VBScript.